# صادق مهدی
صادق مهدی (به عربی: الصادق المهدي) (زادهٔ ۲۵ دسامبر ۱۹۳۵ – درگذشتهٔ ۲۶ نوامبر ۲۰۲۰) دولت‌مرد سودانی بود که در دو دورهٔ مختلف نخست‌وزیر این کشور بود.
ابتدا مدت کوتاهی در ۱۹۶۶ و ۱۹۶۷ و سپس از ۱۹۸۶ تا ۱۹۸۹. دولت دوم او دولتی ائتلافی متشکل از حزب امت (تحت رهبری او)، جبههٔ ملی اسلامی (تحت رهبری برادرزن او، حسن الترابی)، حزب دموکراتیک یونیونیست و چهار حزب کوچک جنوبی بود. این حکومت در ۱۹۸۹ در کودتایی توسط عمر حسن احمد البشیر سرنگون شد.
او همچنین عموی الکساندر صدیق بازیگر بریتانیایی است که در مجموعهٔ سفر ستاره‌ای نقش دکتر ژولیان بشیر را بازی می‌کرد.
المهدی در ۲۶ نوامبر ۲۰۲۰ بر اثر ابتلا به بیماری کروناویروس ۲۰۱۹ در سن ۸۴ سالگی درگذشت.